# Ізопериметричне відношення
Ізопериметричне відношення для простої замкнутої кривої на евклідовій площині дорівнює відношенню L2/A, де L — довжина кривої, A — її площа. Ізопериметричне відношення безрозмірна величина і не змінюється під час перетворень подібності.
З розв'язку ізопериметричної задачі випливає, що значення ізопериметричного відношення найменше для кола і дорівнює {\displaystyle 4\pi }. Для будь-якої іншої кривої ізопериметричне відношення має більше значення. Отже, ізопериметричне відношення можна використати як показник того, наскільки крива відрізняється від кола.
Вкорочувальний потік зменшує ізопериметричне відношення будь-якої гладкої опуклої кривої так, що якщо крива в границі стає точкою, то ізопериметричне відношення прямує до {\displaystyle 4\pi }.
Для геометричних тіл довільної розмірності {\displaystyle d} можна визначити ізопериметричне відношення як Bd/Vd − 1, де B дорівнює площі поверхні тіла (тобто мірі його межі), V дорівнює об'єму тіла (тобто мірі внутрішньої ділянки). Іншими пов'язаними за змістом величинами є стала Чіґера для ріманового многовиду та стала Чіґера для графів.